# Protium carnosum
Protium carnosum är en tvåhjärtbladig växtart som beskrevs av Albert Charles Smith. Protium carnosum ingår i släktet Protium och familjen Burseraceae. Inga underarter finns listade i Catalogue of Life.